# Ranunculus glaucus
Ranunculus glaucus är en ranunkelväxtart som först beskrevs av Fagerstr., och fick sitt nu gällande namn av S. Ericsson. Ranunculus glaucus ingår i släktet ranunkler, och familjen ranunkelväxter. Inga underarter finns listade i Catalogue of Life.